# جاذبه‌های توریستی دبی

برج خلیفه، بلندترین ساختمان جهان

جاذبه‌های توریستی دبی (انگلیسی: Tourist attractions in Dubai) بسیاری از مناطقی را تشکیل می‌دهد که توریستها را در امارت دبی جذب می‌کنند، این نتیجه رونق ساخت و ساز در حال وقوع در دبی در سطحی گسترده‌است. چرا که حاکم فعلی دبی و نخست‌وزیر امارات متحده عربی محمد بن راشد آل مکتوم قصد دارد آنرا به اولین مقصد گردشگری در جهان تبدیل کند. انتظار می‌رود دبی در سال ۲۰۱۵، ۱۵ میلیون گردشگر از سراسر جهان جذب کند. یورومانیتور یک لیست از شهرهای جهان از نظر تعداد گردشگران بین‌المللی در سال ۲۰۰۹ تنظیم کرده که دبی در رده هفتم است.
دبی یک رکورد در سال ۲۰۱۲ با ۱۰ میلیون بازدید کننده با افزایش ۹٫۳٪ زده‌است، دبی در سال ۲۰۲۲ پذیرای ۱۴.۳۶ میلیون بازدید‌کننده بود. در سال ۲۰۱۴ در مجموع ۷۰۴۷۵۶۳۶ مسافر از طریق فرودگاه دبی سفر کردند. برای حفظ این موقعیت مهم در صنعت گردشگری، آنها به ایجاد جاذبه‌های گردشگری بزرگ و چشمگیر معروف هستند. دبی از لحاظ خانه‌های لوکس در جهان اول است.

## لیست مکان‌های گردشگری

### برج خلیفه
برج خلیفه که قبل از افتتاح به نام برج دبی شناخته می شود، آسمان خراشی در دبی، امارات متحده عربی است. این بلندترین سازه مصنوعی در جهان است که ۸۲۹.۸ متر (۲۷۲۲ فوت) ارتفاع دارد.
این ساختمان در سال ۲۰۱۰ به عنوان بخشی از توسعه جدید به نام مرکز شهر دبی افتتاح شد.

### فواره دبی
فواره دبی بزرگترین سیستم آبنمای طراحی شده جهان است که در دریاچه ۳۰ هکتاری دست‌ساز برج خلیفه، در مرکز توسعه مرکز شهر دبی در امارات متحده عربی قرار دارد. این طراحی توسط دبلیو‌ای‌تی دیزاین، شرکتی مستقر در کالیفرنیا، مسئول فواره‌های دریاچه هتل بلاژیو در لاس‌وگاس طراحی شده است. با ۶۶۰۰ نور و ۲۵ پروژکتور رنگی روشن می‌شود، ۲۷۵ متر (۹۰۲ فوت) طول دارد و آب را تا ارتفاع ۵۰۰ فوت (۱۵۲.۴متر) به هوا همراه با طیف وسیعی از موسیقی کلاسیک تا معاصر عربی و جهانی پرتاب می‌کند که با هزینه ۸۰۰ میلیون درهم (۲۱۸ میلیون دلار آمریکا) ساخته شده است.

### قاب دبی
قاب دبی یک نقطه عطف معماری نمادین در پارک زعبیل دبی با ارتفاع ۱۵۰ متر است. قاب دبی از سال ۲۰۱۸ به روی عموم باز شده است و یکی از محبوب‌ترین جاذبه‌های گردشگری در این شهر است.

### آکواریوم دبی و باغ وحش زیر آب
آکواریوم دبی و باغ وحش زیر آب یکی از بزرگترین آکواریوم‌های جهان است. این آکواریوم گونه‌های آبزی متعددی را در خود جای داده است. همچنین تعدادی از گونه‌های در حال انقراض در زیستگاه طبیعی خود در این آکواریوم در حال حفاظت هستند. این مکان محل زندگی ۱۴۰ گونه آبزی است.

### موزه آینده
موزه آینده یک فضای نمایشگاهی برای خدمات و محصولات نوآورانه و آینده‌نگر است. موزه آینده که در منطقه مالی دبی، امارات متحده عربی واقع شده است، دارای سه عنصر اصلی است: تپه سبز، ساختمان و فضای خالی. دولت امارات متحده عربی این موزه را در ۲۲ فوریه ۲۰۲۲ افتتاح کرد. هدف این موزه ترویج توسعه فناوری و نوآوری به ویژه در زمینه‌های رباتیک و هوش مصنوعی (AI) است. یکی از پیچیده‌ترین سازه‌های جهان، موزه آینده است که توسط  طراحی کیلا و توسط بورو هاپولد مهندسی شده است.

### باغ معجزه دبی
باغ معجزه دبی یکی از مخلوقات دبی است. در روز ولنتاین ۲۰۱۳ راه‌اندازی شد و در قلب دبی با مساحت ۷۲۰۰۰ متر مربع واقع شده است که در آن ۱۵۰ میلیون باغ گل در طاق‌ها و الگوهای رنگارنگ چیده شده‌اند. باغ پروانه‌های دبی که محل زندگی ۱۵۰۰۰ پروانه است، یک ویژگی منحصر به فرد است. باغ معجزه دبی برنده دو رکورد گینس برای بزرگترین باغ عمودی در سال ۲۰۱۳ و بزرگترین مجسمه گلی جهان به شکل ایرباس A380 در سال ۲۰۱۶ شد.

### پارک آبی وایلد وادی

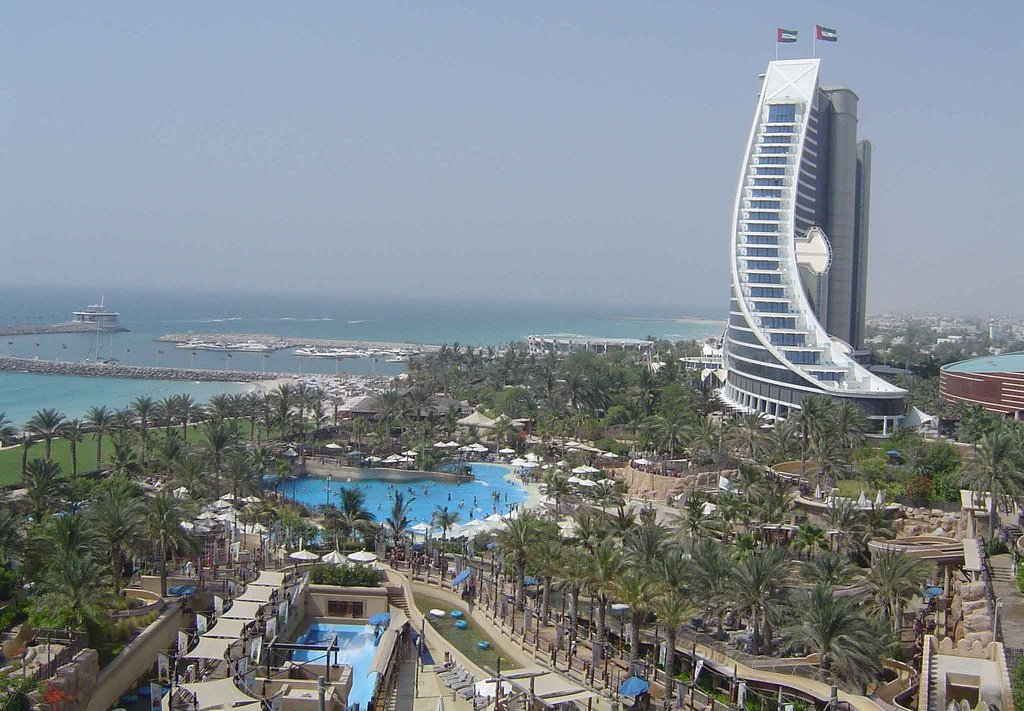
نمای هوایی پارک وادی وحشی و آب تمدن

پارک آبی وایلد وادی یک پارک آبی روباز در دبی، امارات متحده عربی است. این پارک آبی که در منطقه جمیرا، در کنار برج العرب و هتل ساحلی جمیرا قرار دارد، توسط جمیرا اینترنشنال، هتلدار مستقر در دبی اداره می‌شود. وایلد وادی دارای یک استخر موج گرم/خنک، چندین سرسره آبی و دو دستگاه موج‌سواری مصنوعی است. علاوه بر این، این پارک دارای بزرگترین سرسره آبی در خارج از آمریکای شمالی بود، اما اخیراً برای ایجاد فضایی برای دو گردشگاه دیگر، حذف شده است. یکی دیگر از ویژگی های پارک آبشار ۱۸ متری (۵۹ فوت) است که هر ده دقیقه یکبار خاموش می‌شود. این پارک آبی همچنین دارای دو فروشگاه هدیه، سه رستوران و دو غرفه اسنک است.

### مرکز مالی بین‌المللی دبی
مرکز مالی بین‌المللی دبی (DIFC) یک منطقه اقتصادی ویژه در دبی با وسعت ۱۱۰ هکتار (۲۷۲ هکتار) است که در سال ۲۰۰۴  به عنوان یک مرکز مالی برای شرکت‌هایی که در سراسر بازارهای خاورمیانه، آفریقا و آسیای جنوبی (MEASA) فعالیت می‌کنند، تأسیس شد. DIFC بر اساس فرمان فدرال امارات متحده عربی شماره ۳۵ در سال ۲۰۰۴، قانون فدرال امارات متحده عربی شماره ۸ در سال ۲۰۰۴ و قانون شماره ۱۲ دبی در سال ۲۰۰۴ تأسیس شد. این مرکز دارای سیستم حقوقی و دادگاه‌های متمایز از دادگاه‌های امارات متحده عربی است که صلاحیت قضاوت آن‌ها بر امور حقوقی شرکت‌ها، بازرگانی، مدنی، استخدام، تراست و اوراق بهادار است.
هدف DIFC فراهم کردن بستری برای کسب و کار و موسسات مالی است تا بتوانند به بازارهای نوظهور منطقه و خارج از آن دسترسی پیدا کنند. این سازمان به منظور ایجاد محیطی برای رشد، پیشرفت و توسعه اقتصادی در امارات متحده عربی و منطقه گسترده‌تر با ارائه زیرساخت‌های قانونی و تجاری و فیزیکی مورد نیاز مطابق با استانداردهای بین‌المللی تأسیس شد.

### برج ساعت دیره
برج ساعت دیره (به عربی: دوار الساعة ديرة)، که در اصل برج ساعت دبی نامیده می‌شود، یک دوربرگردان در دبی، امارات متحده عربی (امارات متحده عربی) است. برج ساعت در شرق دبی در دیره، در تقاطع جاده ام حریر و مسیر D 89 (جاده آل مکتوم) واقع شده است. برج ساعت دیره که اکنون یک بنای تاریخی برجسته در دیره است، واقع در محله الرقه، اولین گذرگاه زمینی ساخته شده بین دیره و بر دبی با دسترسی به پل آل مکتوم را فراهم می کند. برج ساعت دبی توسط معمار زیکی حمسی طراحی شده است. در دفتر ساخت و ساز طراحی معماری (ADC). همچنین ADC سازنده برج ساعت در سال ۱۹۶۵ بود. برج ساعت به عنوان نمادی از دبی ساخته شد و در دیره قرار داشت زیرا در مسیر جاده‌های اصلی دبی قبل از ساخت جاده دبی - ابوظبی به هم متصل می‌شدند، قرار دارد.

### جزیره‌های نخلی دبی
جزیره‌های نخلی دبی دو جزیره مصنوعی نخل جمیره و نخل جبل علی هستند که در سواحل دبی، امارات متحده عربی قرار دارند. در نوامبر ۲۰۱۴، تنها نخل جمیره تکمیل شده است. این جزیره به شکل یک درخت خرما است که در بالای آن یک هلال قرار دارد. وقتی کامل شد، نخل جبل علی شکل مشابهی به خود می‌گیرد. هر دو جزیره شامل تعداد زیادی از مراکز اقامتی، تفریحی و سرگرمی خواهند بود که در مجموع ۵۲۰ کیلومتر سواحل غیر عمومی را به شهر دبی اضافه خواهند کرد.

### بازار طلای دبی
بازار طلای دبی یک بازار سنتی در دبی، امارات متحده عربی است. این بازار در قلب منطقه تجاری دبی در دیره، در محله الضغایه واقع شده است. این بازار متشکل از بیش از ۳۰۰ خرده فروش است که تقریباً به طور انحصاری جواهرات تجارت می‌کنند. خرده فروشان در بازار شامل هر دو فروشگاه معتبر مانند داماس، جواهرات ARY و همچنین فروشگاه‌های کوچکتر که عمدتاً در بازار طلا فعالیت می‌کنند. بر اساس برخی برآوردها، تقریباً ۱۰ تن طلا در هر لحظه در بازار وجود دارد. از شمال با بازار ماهی و سبزیجات دبی و دیره کورنیش در نزدیکی میدان بانیاس در خیابان سیکت الخالی که در چند قدمی ایستگاه اتوبوس دیره قرار دارد، همسایه است. همچنین می‌توانید با استفاده از متروی دبی به الغبیبه و آبرا (قایق) معمولی از نزدیکی بر دبی در سراسر نهر به بازار طلای دبی برسید. بازار طلای دبی در چند قدمی ایستگاه دریایی بازار قدیمی قرار دارد.

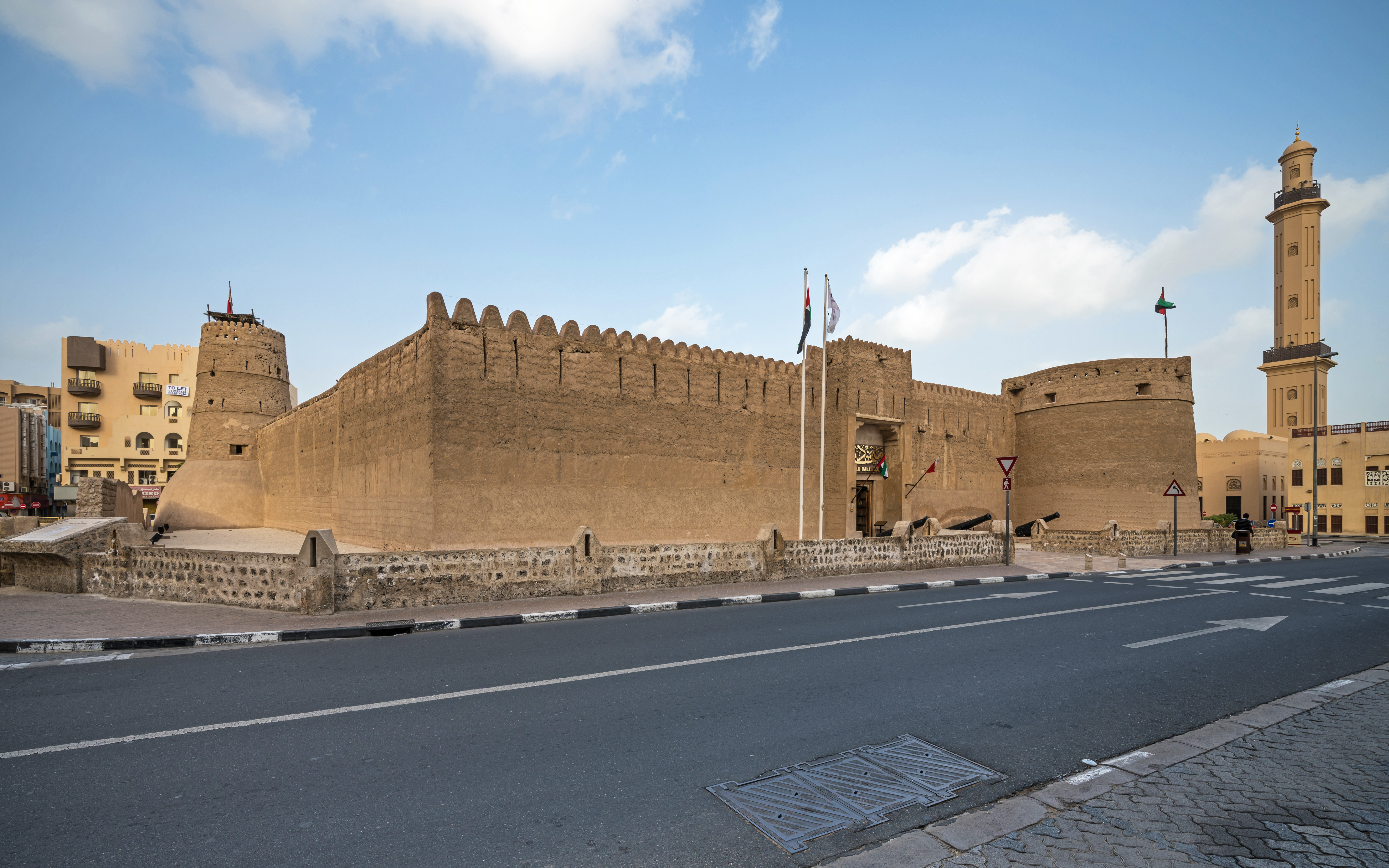
موزه دبی در قلعه الفهیدی

### موزه دبی
موزه دبی موزه اصلی امارات متحده عربی است. این بنا در قلعه الفهیدی (به عربی: حصن الفهیدی) واقع شده است که در سال ۱۷۸۷ ساخته شده است و قدیمی‌ترین ساختمان موجود در دبی است. این موزه توسط حاکم دبی در سال ۱۹۷۱  و با هدف ارائه سبک زندگی سنتی در امارت دبی افتتاح شد. این شامل آثار باستانی محلی و همچنین آثاری از کشورهای آفریقایی و آسیایی است که با دبی تجارت می‌کردند. همچنین شامل چندین ژرفانما است که زندگی در امارت را قبل از ظهور نفت نشان می‌دهد، علاوه بر آثار باستانی از اکتشافات اخیر به قدمت ۳۰۰۰  سال قبل از میلاد مسیح در آن به نمایش گذاشته شده است. در سال ۲۰۰۷، موزه دبی روزانه پذیرای ۱۸۰۰ بازدیدکننده بود که مجموعاً سالانه ۶۱۱۸۴۰ بازدیدکننده داشت. در مارس ۲۰۰۸، موزه ۸۰۰۰۰ بازدیدکننده داشت. محبوب‌ترین زمان‌ها از اوت تا آوریل است. این موزه در سال ۲۰۱۳ بیش از ۱ میلیون بازدید‌کننده داشت.

### خور دبی
دبی کریک یک خور آب دریا است که در دبی، امارات متحده عربی (امارات متحده عربی) واقع شده است. به پناهگاه حیات وحش رأس الخور ختم می‌شود. برخی منابع می‌گویند که این خور تا منطقه العین امتداد داشت و یونانیان باستان آن را رودخانه زارا می‌نامیدند. از نظر تاریخی، خور دبی شهر را به دو بخش اصلی دیره و بر دبی  تقسیم کرده است. در امتداد منطقه خور بر دبی بود که اعضای قبیله بنی یاس برای اولین بار در قرن نوزدهم ساکن شدند و سلسله آل مکتوم را در این شهر تأسیس کردند. در اوایل قرن بیستم، خور به عنوان یک بندر کوچک برای جهازهایی که تا دوردست‌هایی مانند هند یا شرق آفریقا مسافرت می‌کردند، عمل می‌کرد.

### منطقه بستکیه
این منطقه به محله الفهیدی یا دبی قدیمی معروف است. ساخت بستکیه به دهه ۱۸۹۰ برمی‌گردد. در دوران اوج خود، این محله توانایی پشتیبانی از ۶۰ واحد مسکونی را داشت که بیشتر آنها با خطوط باریک و پیچ در پیچ از هم جدا شده بودند.

### مسیر مسابقه میدان
میدان مسابقه اسب دوانی واقع در دبی، امارات متحده عربی است. در ۲۷ مارس ۲۰۱۰ افتتاح شد و جایگزین میدان مسابقه ناد الشبا شد. این میدان مسابقه می‌تواند بیش از ۶۰۰۰۰ تماشاگر را در یک جایگاه به طول یک مایل در خود جای دهد. هنگامی که برای مسابقات استفاده نمی‌شود، به عنوان یک مرکز تجاری و کنفرانس مورد استفاده قرار می‌گیرد. موزه و گالری اسب دوانی نیز برنامه‌ریزی شده است. این توسعه همچنین شامل یک زمین گلف با ۹ سوراخ است. میدان مسابقه میدانی به مساحت۷.۵ میلیون متر مربع شامل میدان مارینا، اولین هتل پنج ستاره کنار پیست جهان با ۲۸۵ اتاق، دو پیست مسابقه و همچنین رستوران، موزه مسابقه و ۷۲ سوئیت شرکتی برای سرگرمی در طول سال است. 
دارای یک مسیر مسابقه چمن چپگرد ۲۴۰۰ متری و یک مسیر خاکی مصنوعی اسب‌دوانی به طول ۸.۷۵ فریم (۱۷۵۰ متر) چپگرد است. از نوامبر تا مارس فعالیت می‌کند و دارای چالش مسابقه زمستانی، کارناوال بین‌المللی مسابقه دوبی و شب جام جهانی دبی است. جام جهانی دبی با بیش از ۲۶.۲۵ میلیون دلار جایزه غنی‌ترین مسابقه اسب‌دوانی در جهان است. 
منطقه مسیر مسابقه ۶۷ میلیون فوت مربع (۶۲۰ هکتار) را اشغال می‌کند. با این حال، توسعه کلی شهر میدان ۲۰۰ میلیون فوت مربع (۱۹۰۰ هکتار) است. این منطقه به چهار بخش فرعی تقسیم می‌شود: مسیر مسابقه میدان، کلانشهر میدان، افق میدان و پارک گودولفین میدان. منطقه مسیر مسابقه میدان یکی از مناطق مرتبط با محمد بن راشد آل مکتوم، معاون رئیس جمهور امارات و نخست وزیر و حاکم دبی است. 

## اسکی دبی
اسکی دبی یک پیست اسکی سرپوشیده با ۲۲۵۰۰ متر مربع فضای داخلی اسکی است. بخشی از مرکز خرید امارات، یکی از بزرگترین مراکز خرید جهان، واقع در دبی، امارات متحده عربی است. این توسط گروه ماجد الفطیم، که مرکز خرید امارات را نیز اداره می‌کند، توسعه یافته است.
این پیست اسکی سرپوشیده که در نوامبر ۲۰۰۵ افتتاح شد، دارای یک کوه سرپوشیده به ارتفاع ۸۵ متر با ۵ شیب و شیب‌های متفاوت است. آسانسور چهارگانه و یدک‌کش اسکی‌بازان و اسنوبوردها را به بالای کوه می‌برد. در مجاورت دامنه‌ها، یک منطقه بازی پارک برفی به مساحت ۳۰۰۰ متر مربع است که شامل مسیرهای سورتمه، سرسره بدنه یخی، برج‌های کوهنوردی، گلوله‌های برفی غول پیکر، و یک غار یخی است. اسکی دبی همچنین تعدادی پنگوئن را در خود جای داده است که روزانه چندین بار از محوطه خود خارج می‌شوند. برخورد پنگوئن‌ها را می‌توان رزرو کرد و به عموم اجازه می‌دهد تا مستقیماً با پنگوئن‌ها ارتباط برقرار کنند. لباس زمستانی، تجهیزات اسکی و اسنوبرد در قیمت ورودی گنجانده شده است.

## نمایشگاه‌ها و مارکهای تجاری
- ارابلاب
- سلامتی عربی
- برق خاورمیانه
- نمایشگاه رویدادهای خاورمیانه
- نمایشگاه ازدواج
- GITEX (نمایشگاه)
- نمایشگاه آموزش و پرورش خلیج فارس (GETEX)
- نمایشگاه بین‌المللی قهوه و چای - امارات متحده عربی

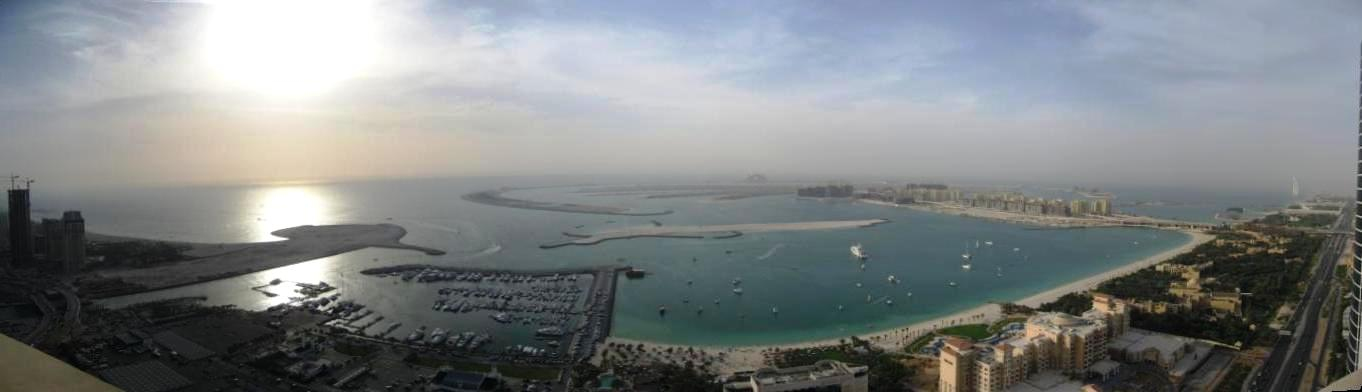

- جشنواره خرید دبی
- نمایشگاه ترافیک خلیج فارس
- سیتی اسکوپ جهانی
- خلیج خاورمیانه
- نمایش اسباب بازی بزرگسالان

## پارک‌ها و باغ وحش‌ها

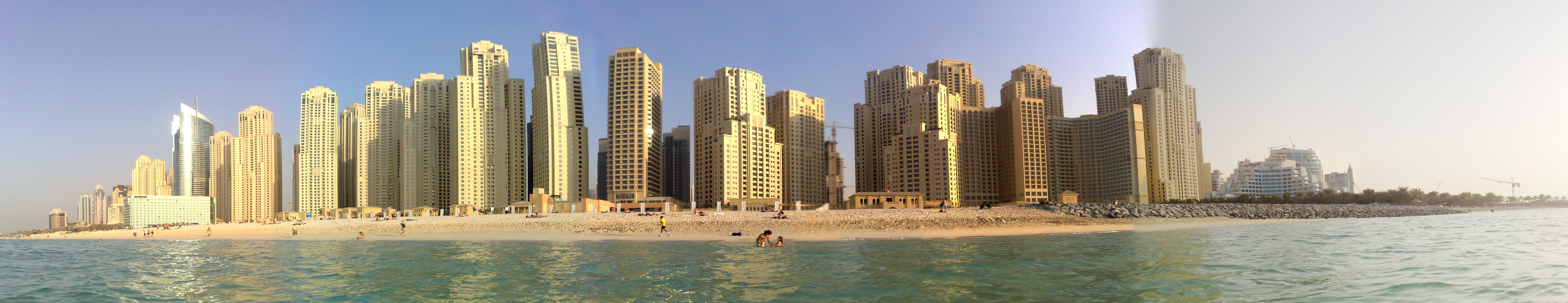

- مامزار

- پارک الحمیرا
- صفا، دبی
- آکواریوم دلفین دبی
- پارک ساحلی آزاد جمیرا
- اتاق از دست رفته
- آتلانتیس دبی
- پارک ام سقیم
- پارک تمدن سرزمین عجایب
- پارک ساحلی جمیرا
- پارک مشرف
- پارک آب وحشی وادی
- باغ گیاه‌شناسی دبی
- پارک کریک
- باغ وحش دبی
- باغ وحش حیوانات جدید دبی [A]
- خانه شیخ سعید
- حتی سنگ استخر
- روستای حتی
- میراث و روستای غواصی
- پارک معجزه دبی
- سفرهای دبی[۲۱]

## نگارخانه

موزه آینده (دبی)
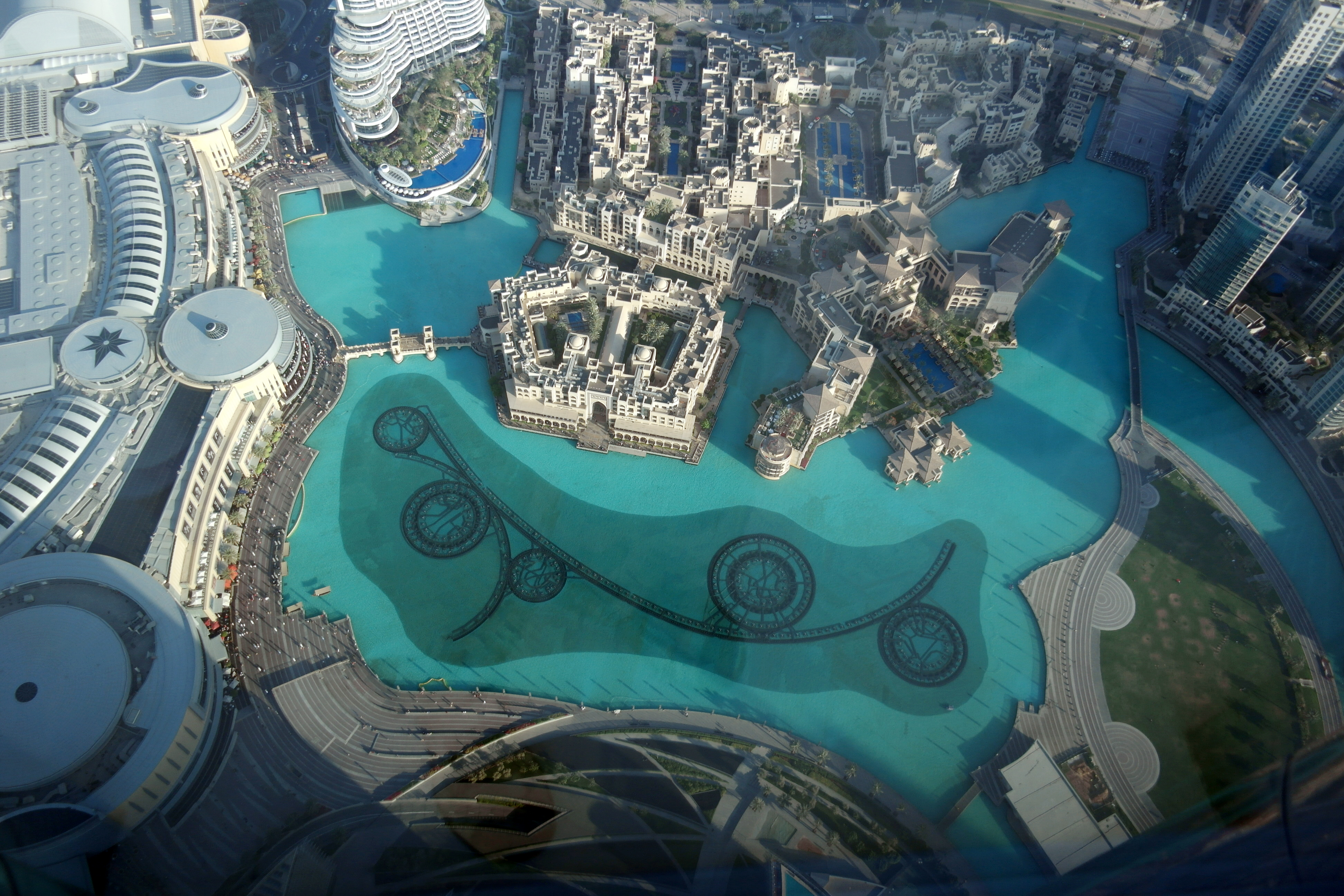
آب‌نمای دبی